# Riverhead (Nowy Jork)
Riverhead – miasto w Stanach Zjednoczonych, w stanie Nowy Jork, siedziba administracyjna hrabstwa Suffolk. Duże skupisko ludności pochodzenia polskiego na Long Island, noszące nieformalną nazwę „Polish Town, USA”